# Rockstar (rivista)
Rockstar. Rivista di rock mainstream, anche conosciuta con il solo nome di Rockstar, è stata una rivista musicale principalmente rivolta al rock ed al pop mainstream nata a Roma nel 1980 e pubblicata dalla Actual Media.

## Storia della rivista

### Contesto: Popster e la fine dei settanta
La rivista fu fondata da una costola redazionale di Popster che, non senza polemiche vide fuoriuscire una parte della redazione che diede vita al nuovo giornale della Actual Media, tanto che, anni dopo, Max Stefani in un articolo su Il mucchio selvaggio disse: "praticamente uno dei soci si prese tutto il materiale pronto per l'impaginazione e fece un'altra testata esterna alla casa editrice".

### 1980: La nascita di Rockstar
Il primo numero uscì nel settembre del 1980 composto da 84 pagine. Il pubblico a cui si rivolgeva era sostanzialmente lo stesso di Ciao 2001, celebre rivista settimanale degli anni '70 e '80. Tra le firme di Rockstar vi erano Peppe Videtti, Stefano Bonagura, Pierfrancesco Atzori, Paolo De Bernardin, Red Ronnie, Federico Guglielmi, Stefano Mannucci, Massimo Cotto, Enrico Sisti, Guido Harari, Roberto D'Agostino, Alex Righi, Giampiero Vigorito, ai quali si aggiunse nel 1985 Pier Vittorio Tondelli, che teneva una rubrica fissa chiamata Culture club.

### Rockstar negli anni '90
Soprattutto a partire dagli anni '90 costituì praticamente l'unica rivista di Classic rock in Italia, tenendo in grande considerazione la musica britannica oltre che la musica statunitense, come faceva invece quasi unicamente un'altra importante rivista dell'epoca Buscadero.
La rivista interruppe la pubblicazione nel febbraio 2010, con il numero 351.